# مالومویناکوو
مالومویناکوو (انگلیسی: Malomuynakovo) یک شهرک در شهرستان اوچالینسکی استان باشقیرستان کشور روسیه است.